# Hexacladia blanchardi
Hexacladia blanchardi är en stekelart som beskrevs av De Santis 1964. Hexacladia blanchardi ingår i släktet Hexacladia och familjen sköldlussteklar. Inga underarter finns listade i Catalogue of Life.